# Menno Meyjes
Menno Meyjes (Eindhoven, 1954) is een Nederlandse scenarioschrijver en filmregisseur die verschillende successen boekte in de Verenigde Staten. Tijdens zijn lange carrière werd hij onder meer voor een Academy Award en een BAFTA genomineerd.
Hij verhuisde in 1972 naar de Verenigde Staten en studeerde aan het Art Institute of California in San Francisco. Hij ontving een nominatie voor een Academy Award en een BAFTA voor het schrijven van Steven Spielbergs film The Color Purple uit 1985, een bewerking van de novelle van Alice Walker. Vervolgens werkte hij nogmaals samen met Steven Spielberg voor de oorlogsfilm Empire of the Sun in 1987. Voor zijn laatste samenwerking met de bekende Amerikaanse regisseur 1989 verwierf hij opnieuw internationaal erkenning. Meyjes schreef, samen met George Lucas het scenario voor Indiana Jones and the Last Crusade. Ook won hij een Goya voor het script van de film El Sueño del mono loco. In 1998 werkte hij opnieuw samen met een gerenommeerde Amerikaanse regisseur, namelijk Edward Zwick. Hij schreef het scenario van de terrorisme thriller The Siege. Ook was hij verantwoordelijk voor het verhaal van de Denzel Washington film Ricochet.
In de 21ste eeuw begon Meyjes ook met het regisseren van speelfilms. Hij maakte samen met de bekende Amerikaanse acteur John Cusack, onder andere de films Max over de jonge jaren van Adolf Hitler en Martian Child. Ook regisseerde hij Academy Award winnaars Penélope Cruz en Adrien Brody in de film Manolete. Verder schreef hij in 2011 het script voor het in het Midden-Oosten afspelende epos Black Gold, van de befaamde filmmaker Jean-Jacques Annaud. De hoofdrollen hierin werden vertolkt door Antonio Banderas en Mark Strong.
In 2012 keerde Meyjes terug naar Nederland om te gaan werken aan een filmadaptatie van Herman Kochs succesroman Het Diner. Hij neemt hiervoor zowel het scenario als de regie in handen. Onder andere Thekla Reuten, Kim van Kooten en Daan Schuurmans zijn gestrikt voor de hoofdrollen. De film Het Diner ging eind 2013 in première.

## Filmografie
- The Color Purple (1985) (script)
- Lionheart (1987) (script, verhaal)
- Empire of the Sun (1987) (niet geaccrediteerd)
- Indiana Jones and the Last Crusade (1989) (verhaal)
- El Sueño del mono loco (1989) (schrijver)
- Ricochet (1991) (verhaal)
- Foreign Student (1994) (script)
- The Siege (1998) (script)
- Max (2002) (schrijver en regisseur)
- Manolete (2007) (schrijver en regisseur)
- Martian Child (2007) (regisseur)
- Black Gold (2011) (schrijver)
- Het Diner (2013) (schrijver en regisseur)
- De reünie (2015) (schrijver en regisseur)
- De held (2016) (regisseur)